# Air Nigeria
Ne doit pas être confondu avec Nigeria Air.
Air Nigeria, précédemment Virgin Nigeria Airways Limited (code AITA : VK ; code OACI : NGP) était une compagnie aérienne basée à Ikeja, au Nigéria, et réalisait des vols intérieurs, régionaux et internationaux. Son hub était l'aéroport Murtala Mohammed International à Lagos, prenant la suite de la défunte Nigeria Airways. 
En 2022, elle est relancée par le gouvernement nigérian.

## Histoire

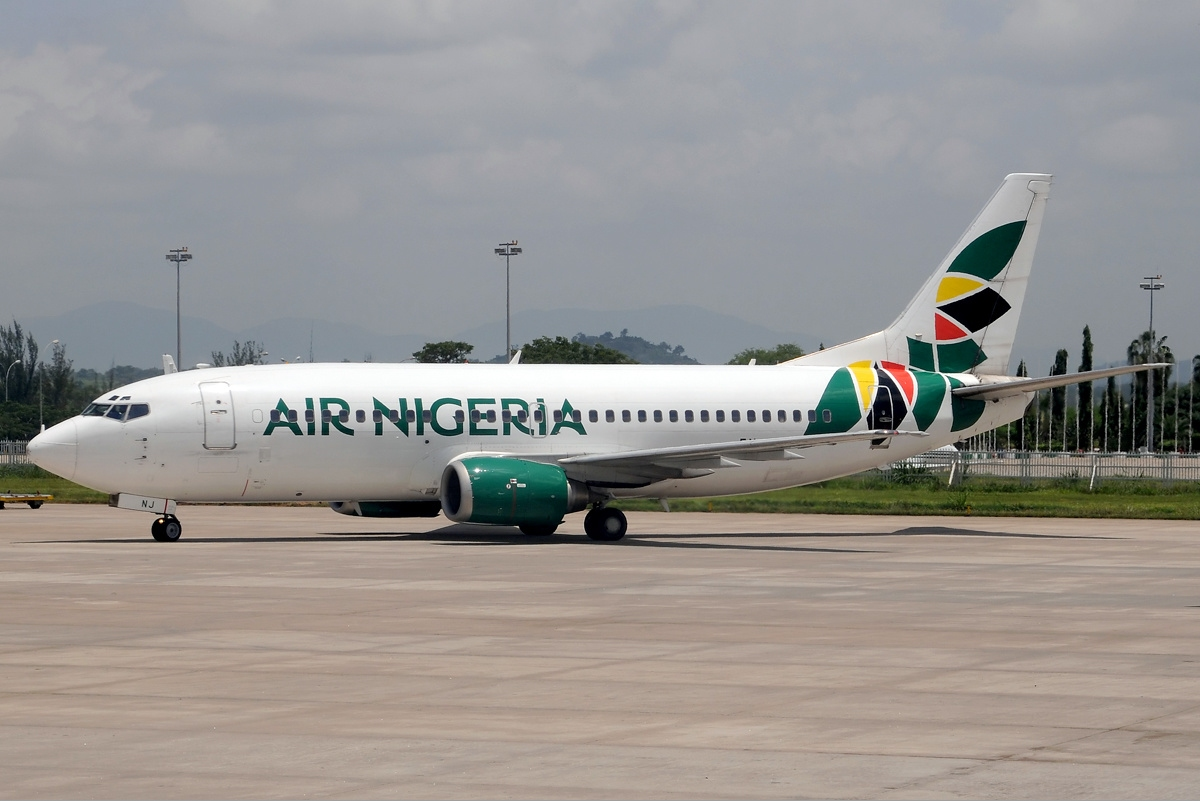
Boeing 737 d'Air Nigeria

Le groupe Virgin Atlantic Airways détenait 49 % du capital avant que le groupe ne revende ses parts en 2008 et 2010. Les parts de la compagnie aérienne furent majoritairement rachetée en 2010 par NICON Group, propriété de l'homme d'affaires Jimoh Ibrahim, qui hérita également de la dette de $270 millions de l'entreprise d'aviation. La compagnie change de nom, passant de Virgin Nigeria à Air Nigeria le 14 mai 2010.
Le gouvernement nigérian subventionna la compagnie aérienne à hauteur de 220 millions $, mais les fonds furent dispersés dans les différentes compagnies aériennes détenues par son propriétaire. La compagnie devait également régler une dette fiscale de $29,7 millions datant de 2006, ce qui poussa les autorités à mettre en détention provisoire le PDG d'alors, Kinfe Kahssaye.
À la suite du crash du vol 992 de Dana Air, la compagnie Air Nigeria est suspendue de vol par les autorités aériennes.
Le 10 septembre 2012, la compagnie cesse ses activités et se déclare en faillite , ayant accumulé 35 milliards de nairas de dettes. Les 800 employés de la compagnie sont alors licenciés.
En août 2015, le gouvernement nigérian met en place un conseil consultatif afin d'évaluer la possibilité de relancer la compagnie aérienne. L'idée est de réunir les dettes des différentes compagnies aériennes nigérianes pour créer un nouveau groupe transporteur. Ce comité consultatif est présidé par le capitaine Mohammed Abdulsalam, et l'initiative est encouragée par le président Muhammadu Buhari. Un fond d'intervention avait été mis en place en 2011 pour financer cette ambition, mais en juin 2016, la banque centrale du pays révèle que les fonds ont été détournés et qu'Air Nigeria n'en a jamais profité,.
En 2022, le gouvernement nigérian entend relancer une compagnie nationale sous le nom de Nigeria Air et ce, en dépit des critiques émanant de son propre peuple. Entre gestion délicate des finances dans le passé, concurrence des entreprises privées locales et internationales et crise pétrolière enchainant une baisse du nombre de passagers, le projet est jugé sévèrement au Nigéria mais il est prévu qu'il aboutisse à moyen terme.

## Destinations

### Vols intérieurs
| Pays    | Ville         | Aéroport                                        |
| ------- | ------------- | ----------------------------------------------- |
| Nigeria | Abuja         | Aéroport international Nnamdi Azikiwe (ABV)     |
| Nigeria | Benin City    | Aéroport Benin City (BNI)                       |
| Nigeria | Calabar       | Aéroport international Margaret Ekpo (CBQ)      |
| Nigeria | Enugu         | Aéroport international Akanu Ibiam (ENU)        |
| Nigeria | Kano          | Aéroport international Mallam Aminu Kano (KAN)  |
| Nigeria | Lagos HUB     | Aéroport international Murtala-Muhammed (LOS)   |
| Nigeria | Owerri        | Aéroport international Sam Mbakwe (QOW)         |
| Nigeria | Port Harcourt | Aéroport international de Port Harcourt (PHC)   |
| Nigeria | Sokoto        | Aéroport international Sadiq Abubakar III (SKO) |

### Vols internationaux
| Pays          | Ville      | Aéroport                                                    |
| ------------- | ---------- | ----------------------------------------------------------- |
| Bénin         | Cotonou    | Aéroport international de Cotonou (COO)                     |
| Cameroun      | Douala     | Aéroport international de Douala (DLA)                      |
| Côte d'Ivoire | Abidjan    | Aéroport international Félix-Houphouët-Boigny (ABJ)         |
| Gabon         | Libreville | Aéroport international Léon Mba (LBV)                       |
| Ghana         | Accra      | Aéroport international de Kotoka (ACC)                      |
| Liberia       | Monrovia   | Aéroport international Roberts (ROB)                        |
| Sénégal       | Dakar      | Aéroport international de Dakar-Léopold Sédar Senghor (DKR) |

## Flotte
- 2 Airbus A330-200 loués d'EgyptAir
- 8 Boeing 737-300 (reg. 5N-VNA, 5N-VNB, 5N-VND, 5N-VNF…)
- 1 Boeing 737-400[13]
- 2 Embraer E-190 (reg. 5N-VNH)